# Artur Ramadas
Artur Ramadas (Portalegre, 2 de junho de 1935) é um realizador português.

## Filmografia
- 1962 — Pai
- 1970 — Costa do Mal
- 1977 — A Voz da Torre
- 1985 — Trevas
- 1992 — Viagem em Volta do Pilar Transcendental da Singularidade[2]